# Fauna Sjeverne Amerike
Fauni Sjeverne Amerike nudi se velika raznolikost staništa što omogućava život golemom broju različitih životinjskih vrsta, i to unatoč pritisku što ga nameće sve brojnije ljudsko stanovništvo, veliki gradovi i uništenje staništa. Staništa u Sjevernoj Americi pružaju se od tundre na sjeveru, preko velikih planinskih lanaca, sjevernih šuma četinjača, istočnih bjelogoričnih šuma, prerija i močvara do pustinja na jugozapadu.

## Živi svijet u tundri
U ovom surovom kraju na sjeveru Sjeverne Amerike zime su duge, a ljeta kratka. Šaševi, trave, mahovine i lišajevi opstaju na tankom sloju koji prekriva zamrznutu zemlju. Ljeti cvate cvijeće, izlaze kukci, a sisavci i ptice postaju aktivniji.
Karibu (u Europi poznat kao sjeverni jelen) živi u velikim krdima u tundri. Ljeti migrira na sjever i hrani se travom i šašem, a zimi odlazi na jug gdje se hrani mahovinama i lišajevima. Široka kopita olakšavaju mu hodanje po snijegu.
Arktička lisica ima jako gusto krzno koje joj omogućava da preživi zimu na ledenim vjetrovima u tundri. Ova lisica toliko je pokretljiva da ne počinje osjećati hladnoću dok temperatura ne padne na -70°C. Jede gotovo sve, uključujući bobice, ptice, glodavce i strvine koje ostavljaju polarni medvjedi.
Gusto bijelo perje snježne sove, koje joj prekriva čak i prste, grije pticu i djeluje kao zimska kamuflaža. Snježne sove žive u tundri, no mogu otići na jug ako ponestane hrane. Love, danju ili noću, leminge, zečeve, patke i galebove. Gnijezde se na tlu u proljeće.

## Živi svijet u kopnenim vodama
Kopnene vode u Sjevernoj Americi obuhvaćaju jezera, rijeke, močvare poput Evergladesa, bare i tresetišta. Kopnene vode pružaju sklonište vodenim pticama, poluvodenim sisavcima, kao što su dabrovi i bizamski štakori, žabama, ribama i kukcima.
Dabrovi su u Sjevernoj Americi najveći glodavci. Žive uz potoke i jezera i svojim snažnim sjekutićima glodnjacima ruše drveće i grane za hranu i gradnju brana. U jezerima iza brane podižu sklonište, takozvanu dabrovu kulu, s podzemnim ulazima.
Aligatori žive u suptropskim kopnenim vodama na jugoistoku SAD-a. Veći dio dana provede grijući se na blatnjavim obalama močvara i jezera, no hranu traže na kopnu ili u vodi, danju ili noću. Aligatori se hrane pticama, vodozemcima, ribama, drugim gmazovima i sisavcima.
Žabe gatalinke žive na drveću ili u blizini izvora, potoka, kanala, jezera i bara. Zelena boja omogućava im kamuflažu u zelenilu lišća. Love noću, hrane se uglavnom kukcima i paucima. U proljeće ove žabe silaze s drveća i pare se u vodi.

## Pustinjski živi svijet
Užarene, suhe pustinje, uključujući i pustinju Sonora, nalaze se na jugozapadu Sjeverne Amerike. Biljke, poput kaktusa, često su sukulenti sa stabljikama u koje se pohranjuje voda i malenim lišćem ili bez njega, što smanjuje gubljenje vode. Mnoge pustinjske životinje danju se sklanjaju od topline, a izlaze noću u potragu za hranom.
Crnorepi zec je pustinjska vrsta. Aktivan je noću, hrani se travom, kaktusima te korom i pupoljcima grmlja. Danju se sklanja od žarke topline.
Pustinjska kornjača sklanja se od sunca i potencijalnih neprijatelja u svoju dugu jazbinu iz koje izlazi u zoru i sumrak da bi se najela sukulenata.
Kukavica rijetko leti, no trči ispružene glave i repa, brzinom od 20 km/h loveći plijen ili bježeći pred neprijateljem.

## Planinski živi svijet
Stjenjak jedan od najvećih planinskih lanaca u Sjevernoj Americi. Povećanjem visine vegetacija se mijenja od šuma četinjača i travnjaka u tundre i livade, i još više u gole vrletne stijene. Životinje se nalaze u različitim razinama, ovisno o hrani kojom se hrane i o godišnjem dobu.
Planinska modrorepka živi u zapadnom dijelu Sjeverne Amerike. Tijekom ljeta ove ptičice žive na livadama iznad 1500 m visine gdje se hrane kukcima ulovljenim u letu, ili na tlu. Zimi jata ovih ptica izbjegavaju surove uvjete i sele se na manje visine. Ženke imaju tamnije perje nego mužjaci.
Planinska divokoza je životinja stabilnih nogu i lako se kreće stjenovitim vrletima. Ujutro i navečer manja stada se mogu spustiti s vrleti i hraniti raslinjem na livadama iznad granice stablašica.
Kuguar je poznat i kao planinski lav ili puma, živi u planinskoj divljini na zapadu Sjeverne Amerike, na visini od 4500 m. Kuguar je izuzetno snažan lovac, lovi mnoge sisavce, osobito jelene.

## Život u listopadnim šumama
U listopadnim šumama SAD-a žive kukci, ptice i sisavci, osobito kad ljetno raslinje prekrije tlo. Tamo raste više od 150 vrsta drveća, primjerice hrast i javor.
Žutoprsti detelj je djetlić koji svojim kljunom buši rupe u kori drveća kao što su javor i breza. Djetlić potom odleti a poslije se vraća da bi se najeo slatkog soka koji curi iz rupe. Iz godine u godinu se vraća i ponovo otvara iste rupe.
Leptir monarh migrira dva puta godišnje. Ljeti se pari u sjevernim šumama SAD-a. Ujesen nova generacija leptira migrira u Meksiko da bi preživjela u velikim skupinama i na sjever se vraćaju u proljeće.

## Živi svijet četinjača
Sjevernoameričke šume četinjače prekrivaju golemo područje. Ljeta su topla a zime hladne i snježne. Tamošnje šumske životinje su dikobrazi i divlji zečevi koji se hrane biljkama, te grabežljivci risovi i vukovi.
Američki dikobraz je dobar penjač i zimi se hrani iglicama i korom četinjača, a ljeti tome dodaje pupoljke, korijenje i bobice. Bodlje mu mogu poslužiti za obranu.
Sjevernoamerički sob je veliki jelen koji živi u crnogoričnim šumama i hrani se lišćem i grmljem. Također stoji u vodi te jede vodene biljke u potocima, jezerima i tresetištima.

## Život u preriji
Prerija je travnato područje koje je prekrivalo veći dio središnje Sjeverne Amerike. Nakon kolonizacije ovog područja, rašljoroga antilopa i bizon gotovo su istrebljeni. Međutim, neki dijelovi prerije još opstaju i tamo žive životinje kao što su vjeverice i kojoti.
Malena krda rašljorogih antilopa pasu različieu trave i ostale prerijske biljke. Ova antilopa se može brzo kretati i brzinom od 96 km/h pobjeći grabežljivcima. Zbog lova je ova antilopa gotovo postala ugrožena vrsta, no zaštićena krda žive u parkovima i rezervatima.
Ćuk jamar prilagođen je staništu s rijetkim drvećem i živi u rupama u tlu. U sezoni parenja sklanja se i gnijezdi u napuštenim jazbinama glodavaca kao što su prerijski psi.
Nespretni skakavac je velik i snažan te uglavnom živi u zapadnim prerijama. Živi u travi i među ostalim prerijskim biljkama hrani se njihovim lišćem. Aktivan je ljeti i početkom jeseni.